# Georg Jakob
Georg Jakob (27 de março de 1915 - 1 de setembro de 1991) foi um oficial alemão que serviu na Luftwaffe durante a Segunda Guerra Mundial. Foi condecorado com a Cruz de Cavaleiro da Cruz de Ferro com Folhas de Carvalho.

## Condecorações
| Nome                                                             | Data                   |
| ---------------------------------------------------------------- | ---------------------- |
| Cruz de Ferro (1939) 2ª Classe                                   |                        |
| Cruz de Ferro (1939) 1ª Classe                                   |                        |
| Distintivo de aviador                                            |                        |
| Distintivo de Voo do Fronte da Luftwaffe em Ouro "1000"          |                        |
| Troféu de Honra da Luftwaffe                                     | 23 de setembro de 1941 |
| Cruz Germânica em Ouro                                           | 24 de novembro de 1941 |
| Cruz de Cavaleiro da Cruz de Ferro                               | 27 de abril de 1942    |
| Cruz de Cavaleiro da Cruz de Ferro com Folhas de Carvalho nº 615 | 30 de setembro de 1944 |